# Kirche von Boge

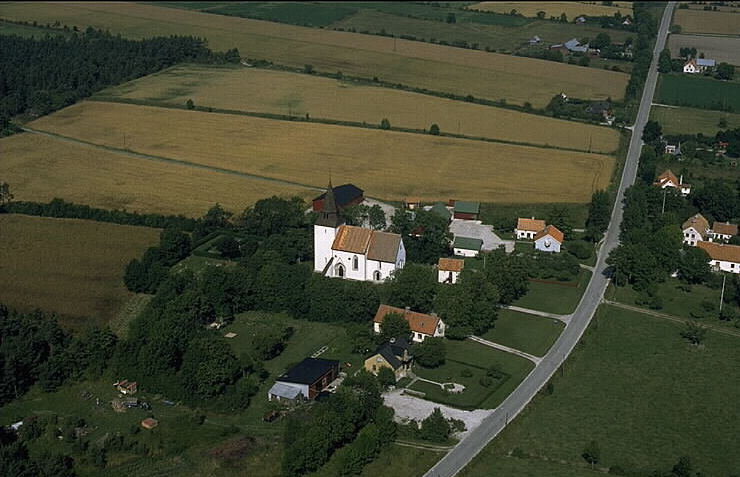
Kirche von Boge

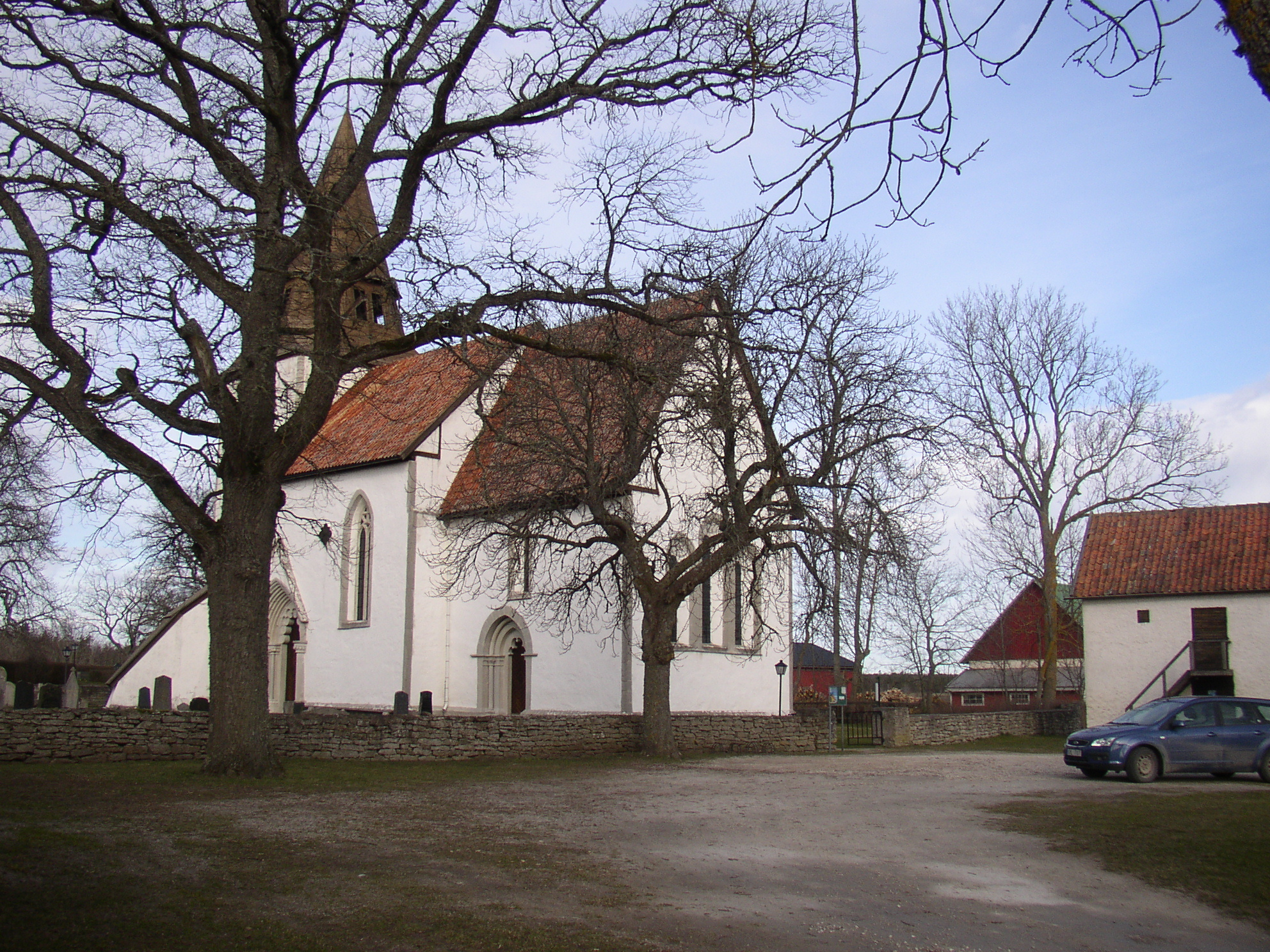
Kirche von Boge

Die Kirche von Boge (schwedisch Boge kyrka) ist eine gotische Landkirche auf der schwedischen Insel Gotland. Sie gehört zur Kirchengemeinde (schwed. församling) Othem-Boge im Bistum Visby.

## Lage
Die Kirche liegt zusammen mit ein paar Höfen in der Ebene neben dem ehemaligen Meeresarm und heutigen See Bogeviken in der Nähe der Ostküste Gotlands, 28 km nordöstlich von Visby und 3 km südwestlich von Slite.

## Kirchengebäude
Die Kirche ist aus Kalkstein gebaut und besteht aus einem gerade abschließenden Chor mit steilem Dach, einem quadratischen Langhaus, dessen flacheres Dach sich auf Firsthöhe an das Dach des Chores anschließt, und einem geschlossenen Turm im Westen. Die Turmspitze enthält das Glockengeschoss mit Schallöffnungen, die durch ein Dach abgeschirmt sind. Ein kräftiges Strebewerk stützt die südwestliche Ecke des Langhauses. Die Südfassade hat zwei Eingänge, ein Langhausportal mit krönenden Giebelverzierungen, das den Haupteingang bildet, und ein Chorportal. Ein weiteres Portal wurde an der Nordseite des Langhauses wiederhergestellt. Eine Sakristei ist in die nördliche Seite des Chores eingebaut. Der Chor und der Turmraum sind durch Einzelgewölbe gedeckt. Das Langhaus besitzt vier Gewölbe, die sich um eine Mittelsäule gruppieren. Die Sakristei hat ein Tonnengewölbe. Durch den breiten Triumphbogen bildet der breite Chor zusammen mit dem quadratischen Langhaus einen zusammenhängenden Kirchenraum.

## Geschichte
Der Chor mit seiner ursprünglichen Gruppe von drei Fenstern im Osten und die Sakristei wurden in der Mitte des 13. Jahrhunderts an ein älteres Langhaus angebaut, dessen Giebel teilweise in der heutigen Triumphbogenwand bewahrt ist. Gegen Ende des 13. Jahrhunderts wurde das Langhaus bis zum Westturm der älteren Kirche errichtet. Dieser Turm stürzte 1858 ein und riss das Langhausgewölbe mit. Kurz danach wurde das Stützstrebewerk aufgemauert. Der Neubau des Turmes wurde 1867 begonnen und 1892 fertiggestellt. 1925 wurden das Langhausgewölbe und die Säule in der Mitte rekonstruiert. Das große Südportal mit dem naturalistischen Gewächsdekor wurde in der Mitte des 14. Jahrhunderts hinzugefügt. Die Einrichtung stammt in ihrer Gesamtheit aus dem 18. Jahrhundert. 

## Wandmalereien

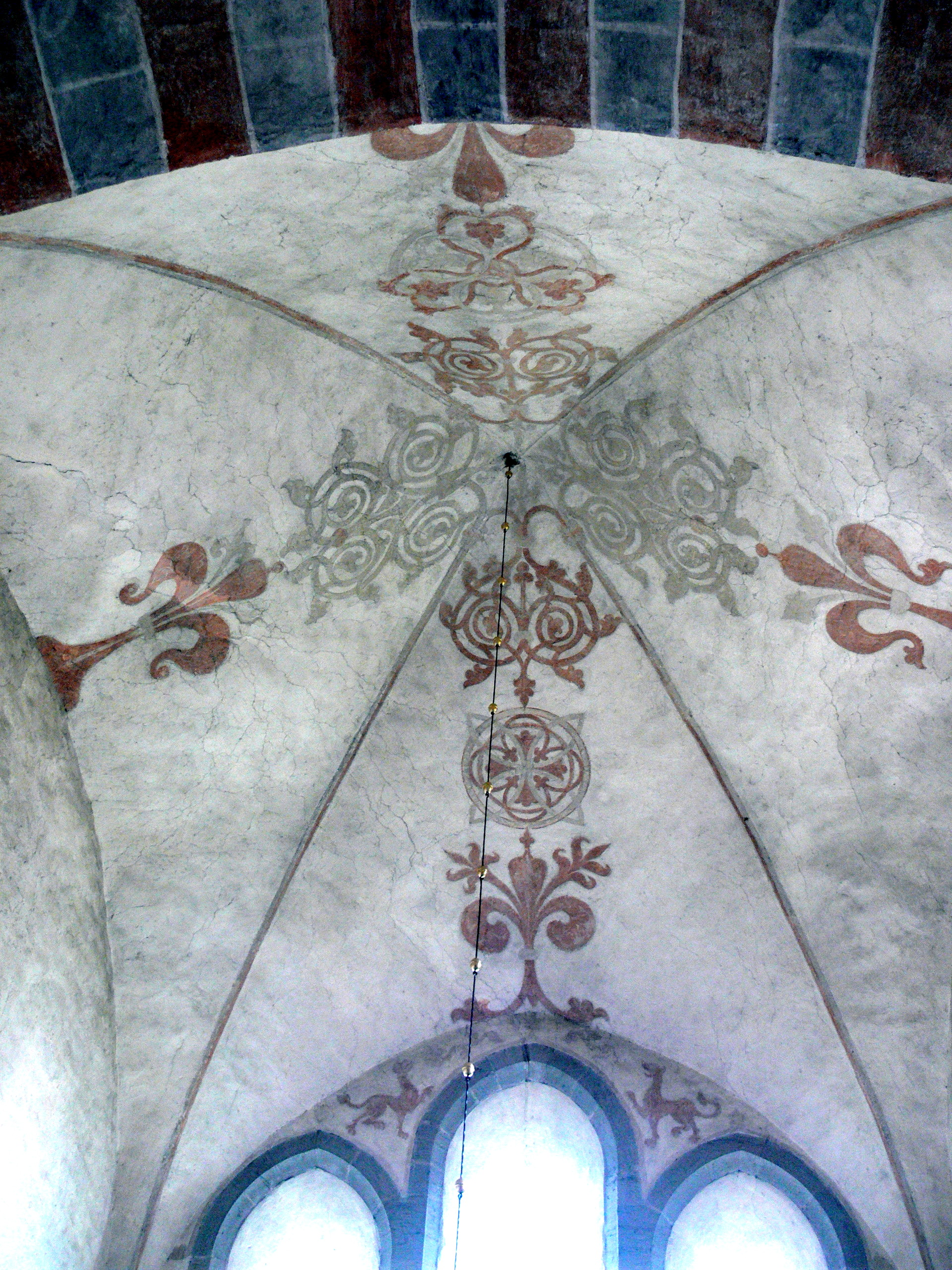
Kirche von Boge, Gotland: Ornamamentale Wandmalereien aus dem Mittelalter

Die mittelalterlichen Kalkmalereien im Chor wurden in einem ursprünglichen ornamentalen Dekor ausgeführt, während im 15. Jahrhundert im Langhaus figürlichere Malereien entstanden, darunter Bilder, die dem sogenannte Passionsmeister zugeschrieben werden.

## Inventar
- Taufstein aus Kalkstein ungefähr von 1250
- Die Orgel wurde 1988 von Septima Orgel AB in Umeå eingebaut . Die Orgel steht hinter einer Fassade aus den 1920er-Jahren.
- Die Kanzel ist von 1737.
- Der Altar aus Sandstein ist ungefähr von 1750.